# Plectembolus quadriflectus
Plectembolus quadriflectus là một loài nhện trong họ Linyphiidae.
Loài này thuộc chi Plectembolus. Plectembolus quadriflectus được Alfred Frank Millidge & Anthony Russell-Smith miêu tả năm 1992.